# The Moan
The Moan – pierwszy minialbum amerykańskiego duetu The Black Keys i jednocześnie ostatnia ich płyta wydana przez Alive Records. Zawiera przeróbki kompozycji innych twórców oraz alternatywną wersję pochodzącego z The Big Come Up "Heavy Soul". Pierwsze oraz ostatnie nagranie z płyty wydane zostały także wspólnie w formie winylowego singla 7".

## Lista utworów
1. "The Moan" – 3:45 (T-Model Ford)
2. "Heavy Soul" (Wersja alternatywna) – 2:36 (Dan Auerbach, Patrick Carney)
3. "No Fun" – 2:32 (Iggy Pop, Ron Asheton, Dave Alexander, Scott Asheton)
4. ""Have Love Will Travel" (Radio Edit) – 2:33 (Richard Berry)

## Twórcy
- Dan Auerbach - gitara, śpiew
- Patrick Carney - perkusja, produkcja